# Finding Mercy
Finding Mercy es una película dramática nigeriana de 2013 producida y dirigida por Desmond Elliot. Está protagonizada por Rita Dominic, Blossom Chukwujekwu, Uti Nwachukwu y Chioma Chukwuka.

## Elenco
- Rita Dominic
- Uti Nwachukwu
- Chioma Chukwuka-Akpotha
- Blossom Chukwujekwu
- Tamara Eteimo
- Desmond Elliot
- Biola Williams
- Dabota Lawson
- Faith bungie

## Recepción
Nollywood Reinvented le otorgó una calificación del 56%, elogiando su producción y dirección. El crítico la encontró interesante a pesar del enfoque de la película en los problemas de la vida diaria. Efe Doghudje de 360Nobs le dio una calificación de 5 sobre 10 estrellas. Criticó el vestuario inadecuado que significaba que a pesar de un elenco fuerte, los personajes no eran muy creíbles.